# فان لبز
فان لبز (انگلیسی: Fun Labs) شرکت بازی ویدئویی رومانیایی است، که در سال ۱۹۹۹ تأسیس شد.